# 安堂維子里
安堂 維子里（あんどう いこり）は、日本の漫画家。女性。山口県出身。

## 来歴

### デビュー
1998年に別名義でデビューし、2007年に現名義で再デビューする。デビュー作のタイトルは『あわゆき』。2007年、第1回龍神賞で銅龍賞を受賞。
投稿中の安堂は無職であった。漫画家としてデビューしていなければ、郵便局のアルバイトに応募することを考えていたという。何年も話をまともに描けない状態の安堂は、デビューは無理だと考えていた。しかし「どうしても出版社に出してみたかった」ため投稿し、制作の再開から1年くらい経ったころ、デビューしたのだという。当時は月に10ページぐらいが限界だった安堂は、デビューが決まり「大丈夫かな…。」と考えていた。デビュー作が雑誌に掲載された時に、自分の絵を汚いと感じた安堂であったが、デビューのころにはデッサンに1年半くらい通っていたという。「漫画家になれる唯一の方法は漫画を描くこと」だと安堂は語っている。

### 連載開始
2011年、『FEEL YOUNG』（祥伝社）11月号より女性誌初となる連載『Silent Blue』を開始させる。
2013年7月、同誌にて『みちゆき』の短期集中連載を開始。同年8月、『週刊漫画TIMES』（芳文社）9月6日号より『水の箱庭』の連載を開始。
2016年、『月刊COMICリュウ』7月号より『バタフライ・ストレージ』の連載を開始。
2018年、『ヤングキングアワーズ』（少年画報社）11月号より『特蝶 死局特殊蝶犯罪対策室』の連載を開始。
2019年、くも膜下出血を発症するが、回復する。
2020年、『ヤングキングアワーズ』11月号より『GOAT HEAD』の連載を開始（ - 2022年）。

## 作風
SFやファンタジーのジャンルを、詩情豊かに描いている。

## 人物
夫がいる。友人の漫画家につばなと西村ツチカがいる。
目標としていた漫画家に鶴田謙二、五十嵐大介、藤原薫、上山徹郎、okamaを挙げている。

## 作品リスト

### 連載
- Silent Blue（『FEEL YOUNG』2011年11月号[3] - 2012年5月号[12]、全1巻） - 女性誌初連載[3]
- みちゆき（『FEEL YOUNG』2013年4月号[4] - 2013年11月号[13]、全1巻） - 短期集中連載[4]、単行本のタイトルは『雪女幻想 みちゆき篇』[14]
  - 雪女幻想 分水嶺（『FEEL YOUNG』2014年2月号[14]） - 『雪女幻想 みちゆき篇』の短編[14]、それも収録された完結編『雪女幻想 うたかた篇』が電子書籍限定配信
- 水の箱庭（『週刊漫画TIMES』2013年9月6日号[5] - 2014年12月26日号、全2巻）
- バタフライ・ストレージ（『月刊COMICリュウ』2016年7月号[6] - 2018年8月号（休刊号[15]）、全4巻[16]） - 第1部完[16]
- 特蝶 死局特殊蝶犯罪対策室（『ヤングキングアワーズ』2018年11月号[7] - 2020年7月号[17]、全2巻）
- GOAT HEAD（『ヤングキングアワーズ』2020年11月号[9] - 2022年7月号[10]、全3巻）
- 破門（原作：黒川博行、『COMIC Hu』2024年4月19日[18] - 連載中、既刊1巻）
- 家に黒猫がいます（『ねこぱんち』ネコのあくびと夜の月号[19] - ）

### 読み切り
- 季・節・水（『月刊COMICリュウ』2008年1月号）
- 海のお天気（『月刊COMICリュウ』2008年4月号）
- メルトイズム（『月刊COMICリュウ』2008年6月号）
- なんて哀しい星（『月刊COMICリュウ』2008年8月号）
- おぼん（『月刊COMICリュウ』2008年9月号）
- Fusion（『月刊COMICリュウ』2009年1月号）
- ぎゅう（『月刊COMICリュウ』2009年6月号）
- 私たちはまだ途中（『月刊COMICリュウ』2009年10月号）
- 塩害の季節（『月刊COMICリュウ』2009年12月号）
- FAIRIUM（『月刊COMICリュウ』2010年4月号）
- 小惑星探査機はやぶさ帰還記念読本 帰還篇（『月刊COMICリュウ』2010年10月号別冊付録[20]） - 単行本収録タイトルは『はやぶさ帰還篇〜地球へ〜』
- Install of Fairy（『月刊COMICリュウ』2010年12月号）
- タイトル不明（『ITAN』3号[21]、2010年） - 「女性誌初挑戦」作品[2]
- The Fairy's Clock（『月刊COMICリュウ』2011年3月号）
- 魚は空の夢を見る（『ガールズジャンプ』第2号[1]、2012年）
- 星の温度（『FEEL YOUNG』2012年7月号[22]）
- サニー&レイニー（『FEEL YOUNG』2012年8月号[23]）
- リモート警察（『ヤングキングアワーズ』2022年11月号[24]）
- 悼（『週刊漫画TIMES』2023年2月17日号[25]）
- もりのくまさん（『ヤングキングアワーズ』2023年10月号）
- ひとりひと惑星（『ヤングキングアワーズ』2024年2月号）
- 推せない（『ヤングキングアワーズ』2024年7月号）

### 作品集
- 世界の合言葉は水 安堂維子里作品集（2010年3月13日発売、徳間書店）
  - 「おぼん」「私たちはまだ途中」「Fusion」「なんて哀しい星」「塩害の季節」「海のお天気」「ぎゅう」「メルトイズム」「季・節・水」収録（収録順）。
- 妖精消失（2011年4月1日初版発行（3月12日発売）、徳間書店）
  - 「Install of Fairy」「FAIRIUM」「The Fairy's Clock」「はやぶさ帰還篇〜地球へ〜」収録（収録順）。

### その他
- 私の本棚（『FEEL YOUNG』2011年5月号[26]） - 本棚を紹介するコーナーに寄稿[26]